# Oleg Łosiew
Oleg Władimirowicz Łosiew (ros.: Олег Владимирович Лосев) (ur. 10 maja 1903 w Twerze, zm. 22 stycznia 1942 w Leningradzie) – radziecki naukowiec i wynalazca. Jako pierwszy opisał zasadę działania diody elektroluminescencyjnej.
W 1919 rozpoczął próby udoskonalenia detektora kryształkowego.
Rozgłos i sławę przyniosło mu zbudowanie w 1922 r. krystadyny – pierwszego wzmacniacza półprzewodnikowego.
W 1923 r. zaobserwował świecenie detektora kryształkowego z kryształem karborundu, odkrywając elektroluminescencję.
Zmarł z głodu 22 stycznia 1942 w czasie oblężenia Leningradu.